# آرچنه
آرچنه (به ایتالیایی: Arcene) یک کومونه در ایتالیا است که در استان برگامو واقع شده‌است. آرچنه ۴٫۲ کیلومتر مربع مساحت و ۴٬۵۲۹ نفر جمعیت دارد و ۱۵۲ متر بالاتر از سطح دریا واقع شده‌است.